# 矢口昇
矢口 昇（やぐち のぼる、1931年〈昭和6年〉11月29日 - 2016年〈平成28年〉12月10日）は日本の実業家、政治家。群馬県議（5期）、第78代群馬県議会議長、群馬県議会副議長を歴任した。

## 経歴
1931年11月29日、群馬県邑楽郡伊奈良村（現板倉町）大字籾谷に生まれる。1950年、群馬県立館林高等学校を卒業し、伊奈良村役場職員となる。1956年、毛塚食糧工業に入社する。1965年、物流機器製造会社の五十矢製作所を設立して、社長となる。
1987年4月12日の群馬県議会議員選挙に邑楽郡選挙区から立候補して、初当選を果たし、以後5期務めた。県議会では自由民主党に所属した。県議会では2000年5月30日から2001年5月29日まで群馬県議会副議長を、2003年12月15日から2005年5月31日まで第78代群馬県議会議長を務めた。このほか、土木常任委員長などを務めた。2007年4月8日の県議選に立候補せず、引退。
2016年12月10日、急性呼吸不全のため死去した。

## 人物
- 趣味は読書、絵画鑑賞、ゴルフ[3]

## 栄典
- 2008年 - 旭日小綬章[2]
- 没後 - 従五位[7]

## 受賞
- 2015年 - 板倉町名誉町民[2]